# یانکوویتسه (شهرستان رادومسکو)
یانکوویتسه (به لاتین: Jankowice) یک روستا در لهستان است که در گمینا واجتسه واقع شده‌است.